# ジミー・サビル: 人気司会者の別の顔
『ジミー・サビル: 人気司会者の別の顔』（ジミーサビル にんきしかいしゃのべつのかお、Jimmy Savile: A British Horror Story）は、2022年4月に配信開始された2部構成のNetflixドキュメンタリーシリーズ。イギリスのテレビ司会者であったジミー・サヴィルの生涯、キャリアと、2011年の死後に発覚したサヴィルによる性的虐待キャンダルを扱っている。

## 反応
『タイムズ』のキャロル・ミジリーは、「この嫌悪感を及ぼす変質者についての全てのドキュメンタリーのように、見るのは不快である。それは、サヴィルが日常的に少女の膣に指を挿入したり、問題を抱えた10代の若者がオーラルセックスの見返りにBBCスタジオに行ったりするなどの恐ろしい出来事の詳細のためだけではない。私たちが知っているように、国が小児性愛者を称賛し、英雄として崇拝し、実際にナイトにしたことが、不快な理由である」と述べた。